# Diemodynerus decipiens
Diemodynerus decipiens är en stekelart som först beskrevs av Henri Saussure 1867.  Diemodynerus decipiens ingår i släktet Diemodynerus och familjen Eumenidae. Utöver nominatformen finns också underarten D. d. positus.